# 肌醇单磷酸酶
肌醇单磷酸酶（EC 3.1.3.25）是一种存在于所有细胞中的酶并被认为是双相障碍中的关键点。卡巴咪嗪在临床中备用作为一种肌醇单磷酸酶抑制剂。
此酶本身是一个二聚体，每个亚基含有277个氨基酸残基。作为为磷脂酰肌醇信号途径中的一部分，亚基脱去肌醇磷酸中的磷酸生成肌醇。每个亚基折叠成五层：三对α螺旋与两对β折叠相交呈三明治状。